# Drepanophora biperforata
Drepanophora biperforata is een mosdiertjessoort uit de familie van de Lepraliellidae. De wetenschappelijke naam van de soort is, als Rhamphostomella biperforata, voor het eerst geldig gepubliceerd in 1967 door Powell.